# Victor Johnson
Victor Louis Johnson (ur. 10 maja 1883 w Aston, zm. 23 czerwca 1951 w Royal Sutton Coldfield) – brytyjski kolarz torowy, mistrz olimpijski oraz mistrz świata.

## Kariera
Pierwszy sukces w karierze Victor Johnson osiągnął w 1908 roku, kiedy zdobył złoty medal w wyścigu na 660 jardów podczas igrzysk olimpijskich w Londynie. W zawodach tych bezpośrednio wyprzedził Francuza Émile’a Demangela oraz Niemca Karla Neumera. Kilkanaście dni później Johnson wystartował na mistrzostwach świata w Lipsku, gdzie zwyciężył w sprincie indywidualnym amatorów. Tym razem skład podium uzupełnili: jego rodak Benjamin Jones oraz ponownie Émile Demangel. Ponadto Johnson sześciokrotnie zdobywał tytuł mistrza kraju, w tym trzy w przeciągu jednego dnia w 1911 roku. Ustanowił także trzy rekordy świata w jeździe na czas, w tym rekord na ćwierć mili z wynikiem 28,0 sekund z 1909 roku. Rekord ten przetrwał 21 lat, kiedy zmieniono międzynarodowe reguły i został pobity przez słabszy czas.